# Brudzowice
Brudzowice – wieś w Polsce, położona w województwie śląskim w powiecie będzińskim, w gminie Siewierz.

## Podzial wsi
| SIMC    | Nazwa          | Rodzaj     |
| ------- | -------------- | ---------- |
| 0221333 | Folwark        | część wsi  |
| 0221340 | Kolonia Główna | część wsi  |
| 0221356 | Komorne        | część wsi  |
| 0221362 | Krzanów        | część wsi  |
| 0221379 | Polichno       | część wsi  |
| 0221391 | Surma          | przysiółek |
| 0221385 | Szkolna        | część wsi  |

## Historia
Miejscowość ma metrykę średniowieczną i istnieje co najmniej od XIV wieku. Wymieniona po raz pierwszy w 1357 w dokumencie zapisanym w języku łacińskim jako Bruczowicze, 1426 Budzowicze, 1529 Brvdzowicze .
Wieś od 1357 należała do biskupstwa krakowskiego i leżała w biskupim księstwie siewierskim w Koronie Królestwa Polskiego, a od unii lubelskiej z 1569 w Rzeczypospolitej Obojga Narodów.
Po rozbiorach Polski miejscowość znalazła się w zaborze rosyjskim i leżała w Królestwie Polskim. W XIX-wiecznym Słowniku geograficznym Królestwa Polskiego wymieniona jest pod dwiema nazwami Brudzowice i Bruczowice; jako wieś leżąca w powiecie będzińskim w gminie Sulików i parafii Siewierz. W 1827 w miejscowości znajdowało się 67 domów zamieszkiwanych przez 446 mieszkańców. W 1882 stały 92 domy z 830 mieszkańcami. Wieś liczyła w sumie 1523 mórg powierzchni, które w całości należały do włościan. W miejscowości znajdowały się także 2. dwory.
W latach 1954−1972 wieś należała i była siedzibą władz gromady Brudzowice. W latach 1975–1998 miejscowość administracyjnie należała do województwa katowickiego.
We wsi znajduje się kościół, szkoła podstawowa, przychodnia i szpital. Siedzibę ma tu klub piłkarski KS Niwy Brudzowice.